# Надкалиберные боеприпасы

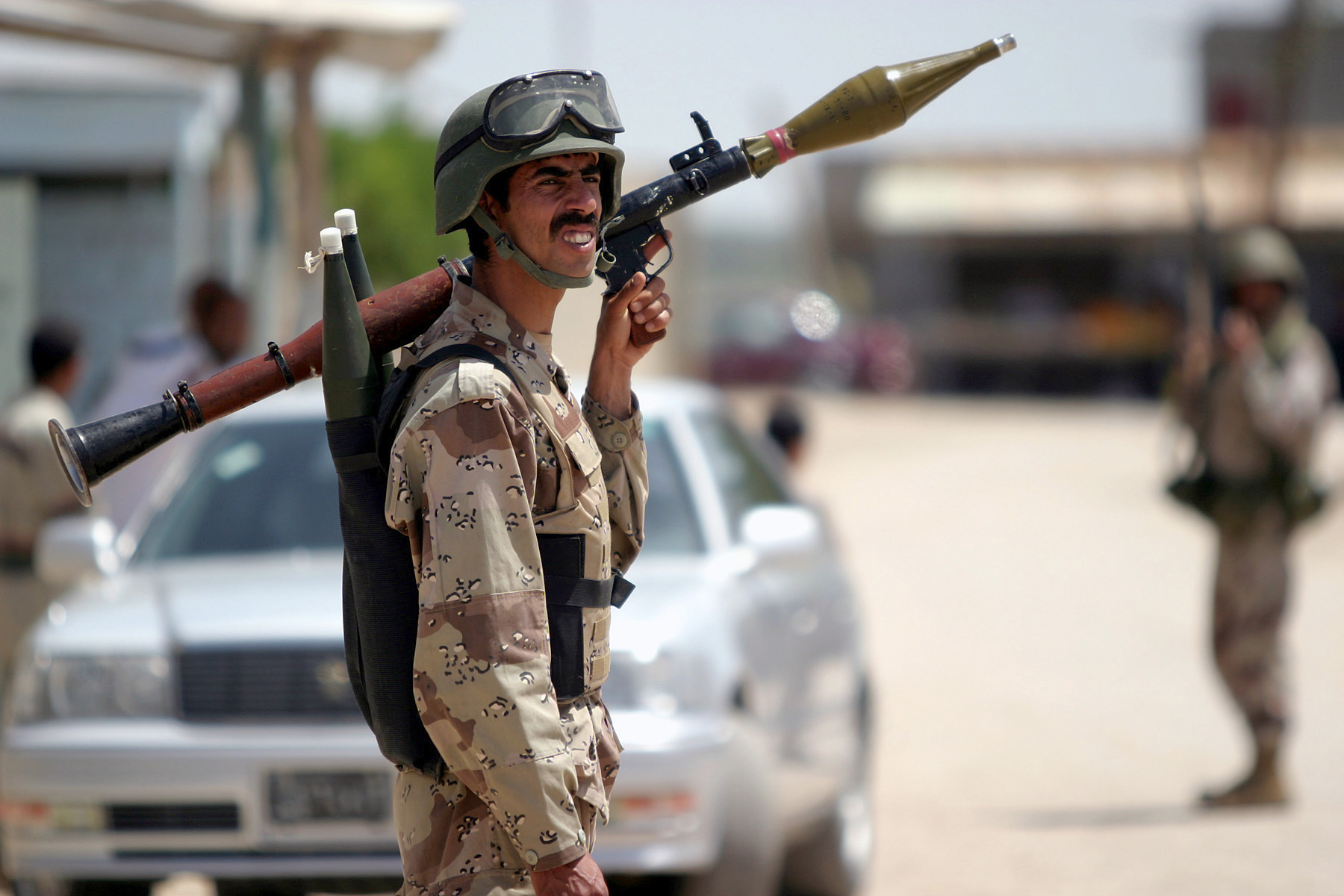
Солдат сухопутных войск Ирака, вооружённый РПГ-7 с надкалиберной гранатой

Надкалиберные боеприпасы — боеприпасы, имеющие диаметр активной части больше калибра орудия, что увеличивает мощность снаряда. Наиболее часто применяются для стрельбы гранатами с использованием стрелкового оружия. Применялись также для усиления противотанковых пушек во время Второй мировой войны.

## Надкалиберные боеприпасы — первое применение в России

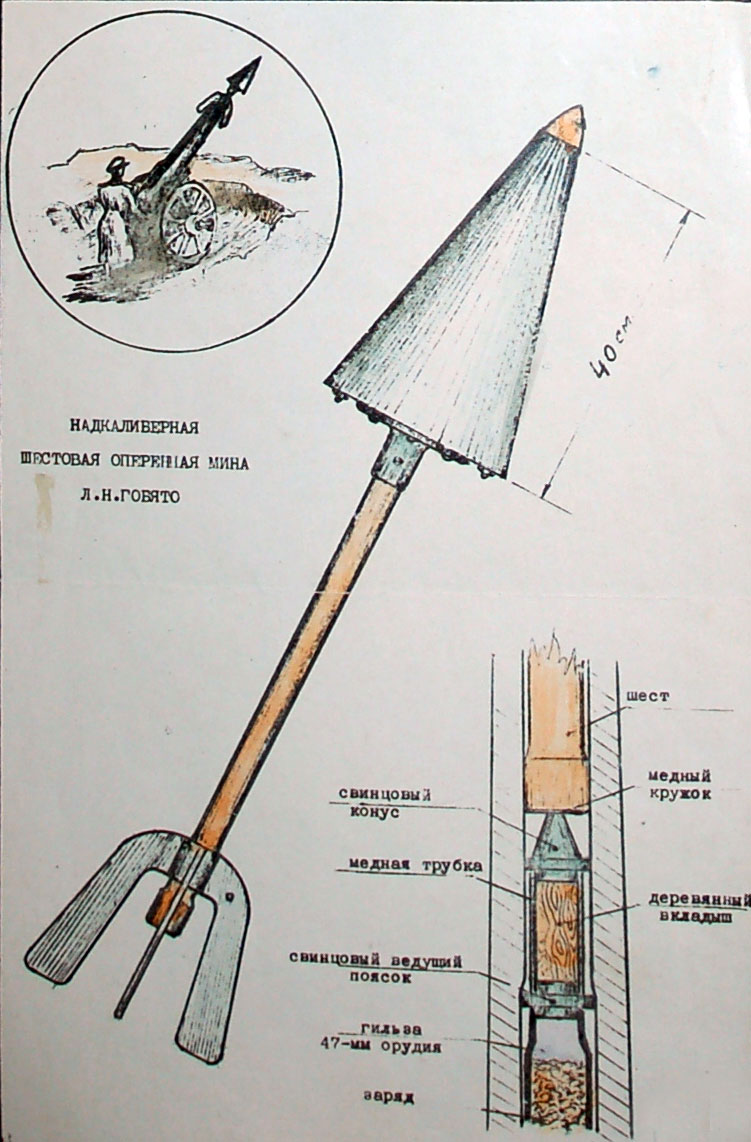
Миномёт Гобято, 1904

Считается, что надкалиберные боеприпасы изобрёл и применил первым в России во время Русско-японской войны при обороне Порт-Артура выпускник Михайловской артиллерийской академии тогда ещё штабс-капитан Леонид Николаевич Гобято. Там же японский полковник Амадзава (Amazawa) заново изобрёл и применил винтовочные гранаты.
В ходе боевых действий выявилась необходимость применения навесного огня для поражения живой силы и огневых средств японцев в близко расположенных траншеях, лощинах, оврагах. Мичман С. Н. Власьев предложил использовать с этой целью мину для стрельбы из 47-мм мортирной пушки. Л. Н. Гобято возглавил работы по созданию «минных мортир», изобрёл надкалиберную мину со стабилизатором, в качестве метательных аппаратов для которой использовались стволы 47-мм морских орудий, установленных на колёсных лафетах, или металлические трубы, крепившиеся к деревянным колодам. Конструкция была примитивна: конус со взрывчатым веществом, деревянный стержень и жестяные стабилизаторы. Однако это был дебют нового, дешёвого и эффективного оружия.

## Надкалиберные боеприпасы разных лет
Для немецкой противотанковой пушки Pak 35/36 использовались надкалиберные кумулятивные боеприпасы с предельной дальностью стрельбы около 300 м.
В 1933 г. в германские войска начало поступать тяжелое пехотное орудие 15 cm SIG 33. Это тяжелое пехотное орудие могло действовать и как сверхтяжелый миномет. Для этого в 1941 г. был разработан надкалиберный снаряд (мина) весом 90 кг, содержащий 54 кг аммотола. Для сравнения: мина Ф-364 советского 240-мм миномёта 'Тюльпан' содержит 31,9 кг ВВ. Но в отличие от миномета тяжелое пехотное орудие могло стрелять надкалиберным снарядом и прямой наводкой по ДОТам, домам и другим целям.
В ходе войны SIG 33 легко разрушало полевые фортификационные сооружения противника. Его фугасные снаряды легко проникали под укрытия толщиной до трех метров из земли и бревен.
Самое маленькое в мире ядерное орудие, Davy Crockett созданное в США в 1961 г. и названное в честь Дэви Крокетта (Davy Crockett), тоже имело надкалиберные боеприпасы. В его основе лежало примитивное безоткатное орудие, стрелявшее снарядами на основе ядерного заряда W-54. Безоткатная компоновка значительно снижает дальнобойность, зато позволяет почти полностью избавиться от отдачи, благодаря чему орудие оказывается более устойчивым, скоростным и простым в применении.
Снаряды для Davy Crockett больше всего напоминали продолговатую дыню с небольшими стабилизаторами. При весе в 34 кг и размерах 78х28 см они слишком велики для того, чтобы поместиться внутри мобильных безоткатных пушек. Поэтому их крепили на конце металлического стержня, уходящего внутрь ствола. 100-мм безоткатное орудие позволяло забросить такой снаряд на 1,5 км, а более мощный 150-мм вариант — почти на 4 км. Система легко устанавливалась на любом подвижном шасси, в том числе и на армейском джипе. При необходимости экипаж мог быстро демонтировать пушку с машины и поставить её на обыкновенную треногу.

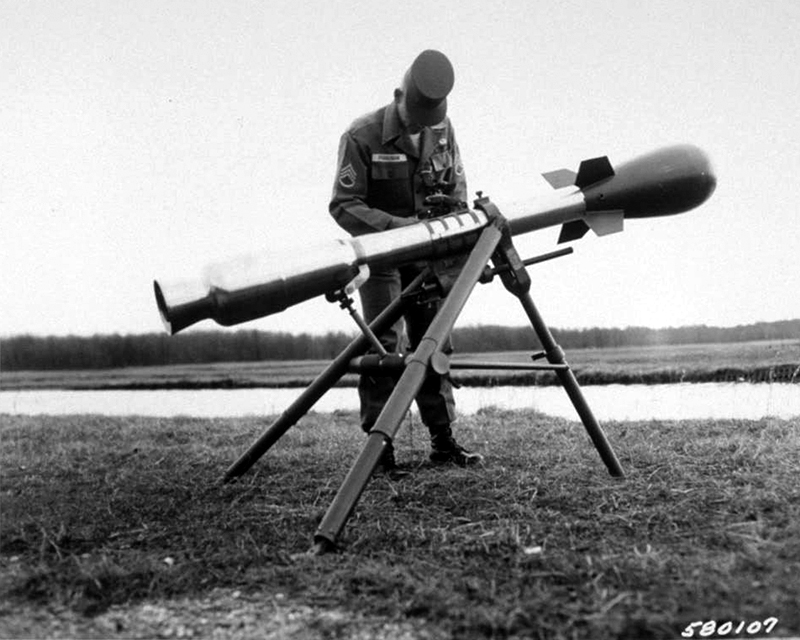
Самое маленькое в мире ядерное орудие, Davy Crockett, тоже имело надкалиберные боеприпасы

Советским ответом на Davy Crockett стал комплекс двух 230-мм безоткатных орудий «Резеда» на шасси БТР-60ПА. Стрельба велась неуправляемым надкалиберным твердотопливным реактивным снарядом 9М-24. Диаметр боевой части снаряда составлял 360-мм при общей длине снаряда 2,3 метра. Вес всего снаряда 9М-24 — 150 кг, вес боевой части — 90 кг. Максимальная дальность стрельбы — 6 км, минимальная — 2 км. КВО — 200 м. Однако проект по неизвестным причинам был прекращён.

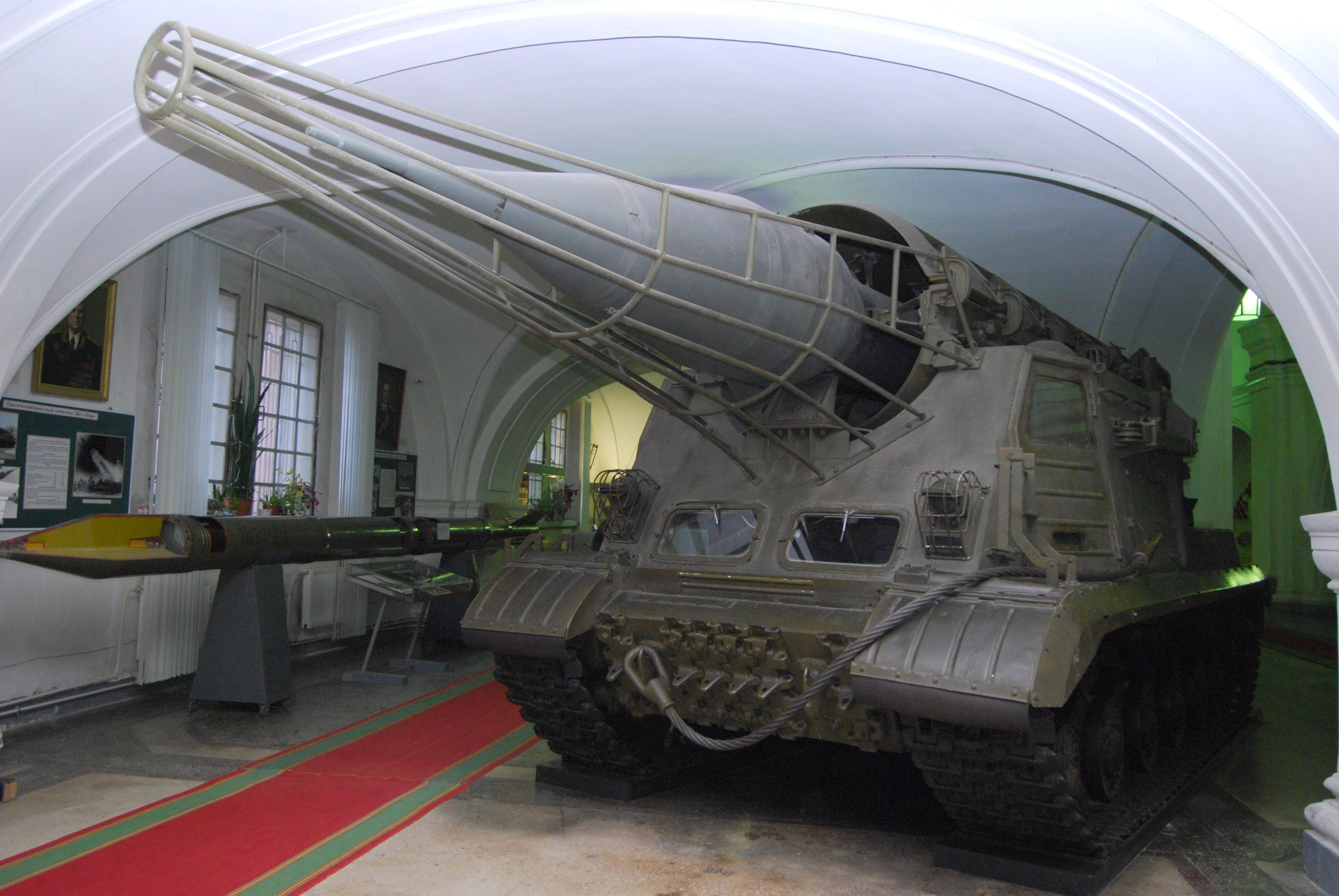
Пусковая установка 2П4 с ракетой 3Р2 тактического ракетного комплекса «2К4 Филин» в Артиллерийском музее Санкт-Петербурга

В 1955 году в СССР начались испытания ракет 3Р-2 «2К4 Филин», первых отечественных тактических твердотопливных ракет-носителей ядерных боеголовок. 3Р-1 «Марс» и 3Р-2 «Филин» были разработаны в НИИ-1 ГКОТ, современное название — Московский институт теплотехники (МИТ). Главным конструктором ракет был Н. П. Мазуров.
Надкалиберная головная часть ракеты оснащалась спецзарядом.
Калибр (диаметр корпуса): 612 мм,
Калибр ядерной боевой части: 850 мм.
Стабилизация ракеты в полете производилась с помощью крыльевых стабилизаторов и вращением (для компенсации эксцентриситета двигателя). Первоначальное проворачивание ракете придавала сама направляющая. К продольной балке направляющей прикреплен винтовой ведущий полоз Т-образного сечения, по которому при старте ракеты движется её штифт.
Часто надкалиберные боеприпасы используют противотанковые гранатомёты, что позволяет применять больший заряд взрывчатого вещества, а также, учитывая специфику применения оружия, позволяет обеспечить необходимый диаметр боеприпасов для использования кумулятивной боевой части.

## Недостатки
Надкалиберные боеприпасы практически исключают возможность заряжания с казённой части, а также делают затруднительным повышение скорострельности в т.ч. через автоматизацию стрельбы. Хранение и транспортировка надкалиберных боеприпасов осложнена непропорциональностью их геометрической формы.